# 王葆真 (演员)
王葆真（1942年—），上世纪五六十年代香港女演员，童星出身，代表作有《云海玉弓缘》中的谷之华和《侠骨丹心》中的史红英，是香港三大左派电影公司之一的长城制片公司旗下的女演员。

## 电影作品
- 1958年：《有女怀春》、《阿Q正传》
- 1959年：《迷人的假期》、《血染少女心》、《王老五之恋》、《锦上添花》
- 1960年：《十七岁》、《脂粉小霸王》
- 1962年：《秋风秋雨》、《糊涂姻缘》
- 1963年：《梁上君子》
- 1964年：《心上人》、《男男女女》、《五虎将》
- 1965年：《皇帝出京》
- 1966年：《天才梦》、《云海玉弓缘》、《鸳鸯帕》、《胭脂魂》
- 1967年：《飞龙英雄传》
- 1968年：《社会栋梁》、《过路财神》
- 1969年：《迷人漩涡》、《姻缘道上》
- 1971年：《侠骨丹心》
- 1973年：《阿兰的假期》
- 1975年：《红缨刀》
- 1977年：《胎劫》
- 1979年：《云南奇趣录》